# Mufti
Múfti (arabsko مفتى; bosansko muftija) je najvišji verski predstavnik islamske skupnosti v državi ali na določenem ozemlju.
Mufti je bil sprva poznavalec islamskega prava, ki je imel pravico izdajati fetve. Pozneje je postal muslimanski višji duhovnik in sodnik. 

## Slovenski mufti
Prvi mufti v Sloveniji je bil efendi Osman Đogić. Od leta 2006 do leta 2021 je bil mufti efendi Nedžad Grabus. Junija 2021 ga je nasledil Nevzet Porić.